# Big L
Big L, właściwie Lamont Coleman (ur. 30 maja 1974 w Nowym Jorku, zm. 15 lutego 1999 tamże) – amerykański raper, autor tekstów. Dorastał w Harlemie, o którym często wspominał w swoich utworach. Najbardziej zasłynął ze swoich umiejętności freestyle'owych, debiutu Lifestylez ov da Poor & Dangerous. Członek legendarnego składu Diggin In The Crates (D.I.T.C.). Big L był postrzegany jako jeden z najbardziej utalentowanych artystów i twórców tekstów na arenie całego świata hip-hopowego.

## Kariera
Jego przygoda z hip-hopem zaczęła się od założenia grupy "Children of the Corn" wspólnie z takimi artystami jak Mase, Bloodshed i Cam'ron. Swój pierwszy album, Lifestylez ov da Poor & Dangerous, wydał w 1995. Zyskał uznanie dzięki kawałkom takim jak: "Put It On"; "No Endz, No Skinz"; "Street Struck" i "Da Graveyard" (który został nagrany z nieznanym wtedy Jay-Z). Jego największy sukces to singel "Ebonics", który nagrał już we własnej wytwórni "Flamboyant" latem 1998 roku. Singel, zawierający definicje slangowych terminów, był szeroko pojmowany jako jego największe dzieło. W jednym z wywiadów Jay-Z oznajmił, że Big L miał być wkrótce członkiem Rock-A-Fella Records.

## D.I.T.C.
Później Big L dołączył do hip-hopowego składu "Diggin' in the Crates Crew" (D.I.T.C.) i pojawił się na ich singlu "Dignified Soldiers'", a później na albumie.

## Śmierć
Wieczorem, 15 lutego 1999 roku 24-letni raper został siedmiokrotne postrzelony w klatkę piersiową i dwa razy w twarz, co spowodowało jego natychmiastowy zgon na miejscu zdarzenia. Jego ciało zostało odnalezione nieopodal bloków, które graniczyły wraz z jego mieszkaniem na dzielnicy Harlemu. Ze względu na potężnie zmasakrowane linie twarzy za jedyną poszlakę dla śledczych policji stanowiły zeznania jego matki, znajomych oraz ulotki znalezione przy nim, które tego samego dnia rozdawał w celu zaproszenia ludzi na uroczystość kameralną uwieczniającą chwilę podpisania przez niego kontraktu ze studiem „Rock-A-Fella”. Wstępne śledztwa wykazały, że zginął z powodu długów jego brata, Leroya Phinazee, znanego na ulicach pod pseudonimem "Big Lee", który przebywał w tym czasie w więzieniu za posiadanie znacznej ilości narkotyków, co okazało się jedną z teorii, której prawdziwość nie została udowodniona do dziś.
13 maja tego samego roku nowojorska policja aresztowała na Bronksie Gerarda Woodleya, przyjaciela Lamonta z dzieciństwa, który budził największe podejrzenia u władz. Po przeprowadzeniu sprawy sądowej został uniewinniony ze względu na małą liczbę dowodów stanowiących jego winę. Aktualnie sprawa morderstwa stoi pod wielkim znakiem zapytania.
1 sierpnia 2000 roku został wydany ostatni, pośmiertny album Big L'a – „The Big Picture”. Na przełomie tego samego roku, Leroy Phinazee po opuszczeniu więzienia i rozpoczęciu własnego śledztwa śmierci brata został zamordowany w tych samych okolicach – morderców nie odnaleziono do dziś.

## Dyskografia

### Albumy solowe
- Lifestylez ov da Poor & Dangerous (1995)
- The Big Picture (2000)
- The Archives 1996-2000 (2006)
- Return of the Devil's Son (2010)
- 139 & Lenox (2010)
- The Danger Zone (2011)
- L Corleone (2012)

### D.I.T.C.
- D.I.T.C. (2000)

### Single
- "Devil's Son" (1993)
- "Clinic" (1994)
- "Put It On" (1995)
- "MVP" (1995)
- "Street Struck" (1995)
- "Ebonics (Criminal Slang)" (1998)
- "We Got This" (1999)
- "Flamboyant" (2000)
- "Platinum Plus" (2001)
- "Deadly Combination" (2002)

### Niewydane utwory
- Clinic
- De Fregins
- Times Is Hard on the Boulevard
- Holdin It Down (Album Cut)
- Devil's Son (winyl)
- Work Is Never Done